# Alpnachstad
Alpnachstad face parte din comunitatea politică Alpnach. Orașul este situat direct pe Alpnachersee, o ramură a Lacului celor Patru Cantoane (Vierwaldstättersee). Datorită locației sale, Alpnachstad a fost un punct de transbordare pentru persoane și mărfuri până în 1889.

## Locație și trafic
Alpnachstad este situat în Cantonul Obwalden pe lacul Alpnach și la poalele muntelui Pilat. Pe malul lacului se află un șantier de ambarcațiuni, un camping și un ștrand natural, la sud se află un loc de agrement sportiv cu terenuri de fotbal și terenuri de tenis. În partea de est, se varsă în lac râul Sarneraa.
Districtul are propriul debarcader pentru SGV (Companie de transport naval al Lacului celor Patru Cantoane) și o gară pe linia Brünigbahn, cu legături la trenurile regionale și S-Bahn-ul către Lucerna. Stația din vale a căi ferate Pilat se află în Alpnachstad din 1889, ceea ce înseamnă că orașul joacă un rol important în turismul din Elveția Centrală.

## Istoric
Pentru o lungă perioadă de timp, locuitorii din Alpnach au avut drepturi de transport pentru transportul pe lac către Lucerna. Acestea le-au fost acordate de către Mănăstirea St. Blasien și Mănăstirea Murbach contra plată. Beneficiarii au organizat traficul ca o cooperativă, iar în 1578 au construit un „Sust” (depozit pentru bunuri economice) în Alpnachstad. În 1784 a fost construit un nou depozit în numele Cantonului Obwald. În 1851, mai multe companii de șalupe cu aburi de pe Lacul celor Patru Cantoane au încercat să pătrundă în vechile drepturi de circulație, în 1858 li s-au acordat drepturi de circulație limitate și în 1880, contra cost, drepturi complete de transport. Datorită deschiderii liniei Brünigbahn, serviciile de feribot din Alpnachstad au fost întrerupte, iar „Sust” a fost demolat la scurt timp după aceea. La 4 iunie 1889, calea ferată Pilat a fost deschisă cu stația de vale din Alpnachstad pentru a lega Hotelul „Bellevue” deschis în 1860, de pe muntele Pilat.
În primăvara anului 2010, piața din fața stației din vale a căi ferate Pilat a fost complet reamenajată și a fost construit un nou pavilion de bilete.